# Aboisso (département)
Le département d'Aboisso est un département de Côte d'Ivoire. 